# Taterillus lacustris
Taterillus lacustris es una especie de roedor de la familia Muridae.

## Distribución geográfica
Se encuentra en el norte de Camerún y el noreste de Nigeria.

## Hábitat
Su hábitat natural son: sabanas áridas, matorrales áridos clima tropical o Clima subtropical y las tierras de cultivo.